# Polpa di lime
Polpa di lime è una gradazione di colore che si trova a metà strada fra il verde ed il lime, da cui prende in prestito anche il nome.
Il polpa di lime appare come una tonalità meno brillante del color pera.